# Martijn Winkler
 (février 2019).
Pour les articles homonymes, voir Winkler.
 Martijn Winkler, né en 1978 aux Pays-Bas,, est un réalisateur et scénariste néerlandais.

## Filmographie
- 2003 : Stand-Up
- 2006 : 16 Miljoen Rechters
- 2006 : In the City: Amsterdam
- 2006 : Onderhuids
- 2014 : Rituals: Laughing Buddh
- 2016 : ANWB: Winter Is Coming
- 2017 : Tagged (nl)